# Celia Langa
Celia Langa, cantant madrilenya (Madrid, Espanya, 27 de setembre de 1933 - 28 d'octubre de 2016)

## Biografia
Als 13 anys va començar els seus estudis musicals sota la direcció de la Lola Rodríguez Aragón.
Amb tan sols 16 anys, va fer la seva primera aparició pública al Teatro Español de Madrid junt amb Tito Schipa fent ja gala de les seves qualitats vocals i el seu gran temperament artístic.
Molt poc després d'aquest gran èxit, va estrenar la sarsuela de Jesús García Leoz "La Duquesa del Candil" i un dels "4 Madrigales Amatorios" de Joaquín Rodrigo, del que també va donar a conèixer "Ausencias de Dulcinea".
Va obtenir el premi "Lucrecia Arana" per unanimitat. Poc després, va obtenir un altre guardó en l'International Muziekconcours de Scheveningen (Països Baixos) que organitzava Philips Radio.
Molt jove, va viajar a Itàlia amb l'objectiu de perfeccionar la seva tècnica i ampliar el seu repertori operístic, i allí va romandre diversos anys en els que va compaginar els estudis amb les actuacions a Milà, Nàpols, Roma i Sicilia, sempre amb gran èxit de públic i crítica. Precisament a Roma, al Teatre Quirino, va tenir l'oportunitat de estrenar l'òpera "Il Telefono" ("The Telephone" o "L'Amour à trois", 1947),del mestre Gian Carlo Menotti. Les seves creacions de "Madama Butterfly", "La Traviata", "Il Trovatore" i "Cavalleria Rusticana" van deixar profundament impresionat a un públic que, en aquella època, era tremendament exigent.
Després de la seva estancia a Itàlia, va viatjar per Europa, i a Toulouse va rebre un nou guardó.
A Salzburg va ser considerada com una de les més fidels intèrprets de Mozart.
En una curta estancia a Suïssa, a la ciutat de Lugano va gravar en discos "Il Telefono" de Menotti, "La finta giardiniera" de Mozart i "Canciones Españolas".
Per fi, en el seu retornament a Espanya, va actuar en el Gran Teatre del Liceu de Barcelona i posteriorment, a Madrid, va estrenar una altra obra de Menotti: "La Medium".
Poc després, va participar en l'estrena de: "Antologia de la Sarsuela" de José Tamayo Rivas, en la que va romandre 4 anys.
Ha estat titular també en las comanyies de sarsuela de José de Luna, Juán José Seoane, Antonio Amengual ialtres.
Des de la seva presa de possessió de la càtedra de Tècnica de Cant a l'Escola Superior de Cant de Madrid, va alternar les actuacions amb una altra gran passió, l'ensenyança, a la que es va dedicar íntegrament desde la seva retirada dels escenaris.

## Discografia (incompleta)
- "La Duquesa del Candil" (Jesús García Leoz) - Columbia, 1949.
- "Don Manolito" (Pablo Sorozábal) - Hispavox, 1958.
- "El sombrero de tres picos" (Manuel de Falla); versió antiga, amb parts vocals- EMI, 1992.
- "Dúos de zarzuelas de Pablo Sorozábal" - Hispavox.
- "El Cojo Enamorado" (Ernesto Halffter) - Hispavox, 1958 Reeditat por EMI, 2004.